# Диброва, Никита Яковлевич
Никита Яковлевич Диброва (14 мая 1909 — 1 февраля 2005) — советский хозяйственный, государственный и политический деятель, Герой Социалистического Труда.

## Биография
Родился 14 мая 1909 года на территории современной Винницкой области. Член КПСС.
С 1925 года — на хозяйственной, общественной и политической работе. В 1925—1979 гг. — комсомольский работник, организатор сельскохозяйственного производства и колхозного движения в Винницкой области, участник советско-финской войны, руководящий сельскохозяйственный работник в эвакуации, председатель колхоза имени Карла Маркса Крыжопольского района Винницкой области.
Указом Президиума Верховного Совета СССР от 26 февраля 1958 года присвоено звание Героя Социалистического Труда с вручением ордена Ленина и золотой медали «Серп и Молот».
Делегат XXVI съезда КПСС.
Умер 1 февраля 2005 года.

## Награды и звания
- Герой Социалистического Труда (26.02.1958).
- орден Ленина (26.02.1958; 22.12.1977)
- орден Октябрьской Революции (08.04.1971)
- орден «Знак Почёта» (31.12.1965)